# Microserica variicollis
Microserica variicollis är en skalbaggsart som beskrevs av Moser 1922. Microserica variicollis ingår i släktet Microserica och familjen Melolonthidae. Inga underarter finns listade i Catalogue of Life.